# Хлорид хрома(II)
Хлори́д хро́ма(II) CrCl2 — белые, чрезвычайно гигроскопичные кристаллы, растворимые в воде. Нерастворим в диэтиловом эфире, малорастворим в спирте.

## Свойства
Водные растворы имеют голубой цвет. Образует комплексы с аммиаком, гидразином, дипиридилом и другими соединениями.

## Получение
Получают восстановлением CrCl3 водородом при 700 °C:
{\displaystyle {\mathsf {2CrCl_{3}+H_{2}\rightarrow 2CrCl_{2}+2HCl}}}
взаимодействием CrCl3 с алюмогидридом лития:
{\displaystyle {\mathsf {4CrCl_{3}+Li[AlH_{4}]\rightarrow 4CrCl_{2}+LiCl+AlCl_{3}+2H_{2}\uparrow }}}
взаимодействием атомарного водорода с CrCl3:
{\displaystyle {\mathsf {CrCl_{3}+[H]{\xrightarrow[{}]{Zn,HCl}}CrCl_{2}+HCl}}}
или взаимодействием соляной кислоты с хромом в инертной атмосфере (в присутствии воздуха образуется CrCl3):
{\displaystyle {\mathsf {Cr+2HCl\rightarrow CrCl_{2}+H_{2}\uparrow }}}

## Химические свойства
CrCl2 — сильный восстановитель. Как и многие другое соединения Cr(II), раствор CrCl2 на воздухе легко окисляется:
{\displaystyle {\mathsf {4CrCl_{2}+4HCl+O_{2}\rightarrow 4CrCl_{3}+2H_{2}O}}}
Взаимодействием солей Cr(II) со щелочами в инертной атмосфере можно получить жёлтый осадок гидроксида хрома(II) Cr(OH)2:
{\displaystyle {\mathsf {CrCl_{2}+2KOH\rightarrow Cr(OH)_{2}\downarrow +2KCl}}}

## Применение
Применяют в хроматометрии, как катализатор при синтезе многих органических соединений.

## Физиологическое действие
CrCl2 — раздражающее вещество.